# Clefi
Clefi fue un rey de los lombardos en Italia elegido en agosto del 572, después del asesinato del rey Alboino.

## Historia
Persiguió violentamente a la aristocracia romana y bizantina e intentó extender el dominio lombardo sobre la península itálica. Solamente unos meses apenas después de su elección, fue asesinado con su mujer por su joven guardia personal (574). Padre del rey Autario, este le sucederá diez años más tarde.